# Тетрабромоаурат(III) водорода
Тетрабромоаурат(III) водорода (тетрабромозолотая кислота) — H[AuBr4], золотобромоводородная кислота.

## Свойства
Золотобромоводородная кислота — бромсодержащий аналог золотохлористоводородной кислоты.
Пентагидрат — красно-бурые кристаллы, т. пл. 27 °С.
Синтезируется аналогично, при взаимодействии элементарного золота со смесью бромистоводородной и азотной кислот:
{\displaystyle {\ce {Au + HNO3 + 4HBr -> H[AuBr4] + NO + 2H2O}}}